# Dayton C. Miller
Dayton Clarence Miller (13 de març de 1866 – 22 de febrer de 1941) va ser un físic americà, astrònom, enginyer acústic, i flautista aficionat. Fou un experimentador primerenc en radiografies, Miller va defensar la teoria del éter i de l'espai absolut, sent un adversari de la teoria de la relativitat d'Albert Einstein.
Nascut a Ohio, fill de Charles Webster Dewey i Viena Pomeroy Miller, es va graduar a la Universitat de Baldwin el 1886 i es doctorà en astronomia a Princeton el 1890 sota la direcció de Charles A.Young. Miller va passar la totalitat de la seva carrera ensenyant física a la Case School of Applied Science de Cleveland, (Ohio), sent al mateix temps cap del departament de física des del 1893 fins a la seva jubilació el 1936.
Seguint la descoberta dels Raigs X de Wilhelm Röntgen el 1895, Miller va utilitzar un Tub de raigs catòdics construït per William Crookes per fer algunes de les primeres radiografies d'objectes amagats, incloent una bala dins una de les extremitats d'un home.
Actiu en moltes organitzacions científiques, Miller fou membre de l'Acadèmia americana d'Arts i Ciències i de la Societat Filosòfica americana. Durant la dècada del 1920, va ser secretari, vicepresident, i finalment president de la "American Physical Society" i al mateix temps president de la divisió de "Ciències Físiques" del "National Research Council". Des del 1931 al 1933 fou president de Acoustical Society of America.

## Treballs publicats
- Laboratory Physics, a Student's Manual for Colleges and Scientific Schools. (Nova York: Ginn & Company, 1903)
- Extract from a Letter dated Cleveland, Ohio, August 5th, 1904, to Lord Kelvin from Profs. Edward W. Morley and Dayton C. Miller., (Philosophical Magazine, S. 6, Vol. 8. No. 48, Dec. 1904, pp. 753–754)
- On the Theory of Experiments to detect Aberrations of the Second Degree. (with Edward Morley, Philosophical Magazine, S. 6, Vol. 9. No. 53, May 1905, pp. 669–680)
- Report of an experiment to detect the Fitzgerald-Lorentz Effect (with Edward Morley, Proceedings of the American Academy of Arts and Sciences, Vol. XLI, No. 12. 1905)
- Final Report on Ether-drift Experiments (with Edward Morley, Science, Vol. XXV, No. 2. p. 525, 1907)
- The Science of Musical Sounds (Nova York: The Macmillan Company, 1916, revised 1926)
- Anecdotal History of the Science of Sound (Nova York: The Macmillan Company, 1935)
- Sound Waves: Their Shape and Speed (Nova York: The Macmillan Company, 1937)
- Sparks, Lightning and Cosmic Rays (Nova York: The Macmillan Company, 1939)
- The Ether-Drift Experiments and the Determination of the Absolute Motion of the Earth (Reviews of Modern Physics 5, 203-242 (1933))